# In Plane Switching

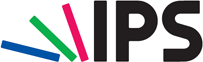
Logo dell'IPS

In-Plane Switching o IPS è una tecnologia LCD sviluppata da Hitachi nel 1996 per migliorare l'angolo di visione e la riproduzione dei colori dei pannelli TN (o Twisted nematic).

## Caratteristiche
Il suo nome deriva dal fatto che le molecole di cristallo si muovono parallelamente al pannello e non perpendicolarmente.
Questa particolare struttura riduce la quantità di luce dispersa nella matrice, donando allo schermo IPS i suoi caratteristici larghi angoli di visione (178° orizzontale/verticale) e buona riproduzione dei colori.
Le prime iterazioni di schermi IPS erano afflitte da alti tempi di risposta e bassi valori di contrasto, tuttavia successive evoluzioni come il Super-IPS, hanno in buona parte posto rimedio a questi limiti.
La tecnologia IPS è largamente impiegata nei monitor di fascia alta per gli artisti di grafica professionale, per poi passare successivamente, con il calo dei prezzi di produzione, anche nel mercato mainstream.

## Super PLS
Una variante della tecnologia IPS è la Super PLS (Plane-to-Line Switching), introdotta da Samsung che dichiara:
- Ulteriori miglioramenti di brillantezza del 10%
- Costi di produzione ridotti
- Possibilità di realizzare display flessibili.[1]